# Zapote de Barajas
Zapote de Barajas es una localidad del estado mexicano de Guanajuato. Es parte del municipio de Pénjamo.

## Demografía
| Gráfica de evolución demográfica |
|                                  |

| Censo | Población |
| ----- | --------- |
| 1921  | 302       |
| 1930  | 186       |
| 1940  | 236       |
| 1950  | 270       |
| 1960  | 347       |
| 1970  | 392       |
| 1980  | 694       |
| 1990  | 901       |
| 2000  | 1 078     |
| 2010  | 1 069     |
| 2020  | 1 334     |